# Kebede Tekeste
Kebede Tekeste (14 augustus 1981) is een Ethiopische atleet, die is gespecialiseerd in de marathon.

## Biografie
In 1998 eindigde Tekeste als 34e op het WK halve marathon. Nadien liep hij vooral marathons. In 2010 eindigde hij als tweede op de marathon van Boston.

## Persoonlijke records
Baan
| Onderdeel | Prestatie | Datum           | Plaats   |
| --------- | --------- | --------------- | -------- |
| 3000 m    | 7.53,75   | 3 juni 2001     | Portland |
| 5000 m    | 13.29,08  | 3 juni 2000     | Dedham   |
| 10.000 m  | 29.44,69  | 17 oktober 2000 | Santiago |

Weg
| Onderdeel      | Prestatie | Datum             | Plaats     |
| -------------- | --------- | ----------------- | ---------- |
| 5 km           | 13.45     | 6 oktober 2002    | Syracuse   |
| 10 km          | 28.37     | 23 maart 2003     | Mobile     |
| 10 Eng. mijl   | 47.39     | 6 april 2003      | Washington |
| 20 km          | 1:02.46   | 27 mei 2000       | Wheeling   |
| halve marathon | 1:02.51   | 27 september 1998 | Uster      |
| 25 km          | 1:14.58   | 6 december 2009   | Fukuoka    |
| 30 km          | 1:29.49   | 6 december 2009   | Fukuoka    |
| marathon       | 2:07.52   | 6 december 2009   | Fukuoka    |

## Palmares

### 3000 m
- 1999:  Northeastern University Twilight Meet #1 in Dedham - 8.14,53
- 2001: 5e adidas Oregon Track Classic in Gresham - 7.53,75

### 5000 m
- 2000: 4e New England Twilight Meet in Dedham - 13.29,08
- 2000: 8e Afrikaanse kamp. - 13.51,70

### 10.000 m
- 2000: 4e WK junioren - 29.44,69

### 5 km
- 2002: 6e Festival of Races 5 km, Syracuse  - 13.45

### 10 km
- 2000: 4e Abraham Rosa in Toa Baja - 29.47
- 2001: 4e Abraham Rosa in Tao Baja - 30.00
- 2002: 4e Great Ethiopian Run in Addis Ababa - 30.46
- 2003: 9e Azelea Trail Run - 28.37
- 2004:  Celestial Seasonings Bolder Boulder - 29.43
- 2005: 5e Celestial Seasonings Bolder Boulder - 29.36
- 2009: 5e Banknorth Beach to Beacon in Cape Elizabeth - 28.26,5

### 15 km
- 2001: 10e Utica Boilermaker - 43.18
- 2008: 9e Utica Boilermaker - 45.33

### 10 Eng. mijl
- 2002: 6e Cherry Blossom 10 Miler, Washington - 47.46
- 2003: 5e Credit Union Cherry Blossom - 47.39

### 20 km
- 2000:  Big Boy Classic in Wheeling - 1:02.46

### halve marathon
- 1998: 34e WK in Uster - 1:02.51
- 2003: 11e Rock 'n' Roll Half Marathon - 1:04.00
- 2005: 4e halve marathon van San Blas - 1:04.23
- 2005: 11e Rock 'n' Roll Half Marathon - 1:03.47
- 2005: 13e halve marathon van Philadelphia - 1:04.43
- 2008:  Great North Run - 59.45

### marathon
- 2004: 10e marathon van Tempe - 2:20.16
- 2004:  marathon van San Diego – 2:11.48
- 2004:  marathon van Addis Ababa - 2:24.02
- 2005:  marathon van Xiamen – 2:12.03
- 2005: 5e marathon van San Diego – 2:13.16
- 2005:  marathon van Las Vegas – 2:14.36
- 2006: 5e marathon van San Diego – 2:13.15
- 2006: 8e marathon van Honolulu - 2:26.16
- 2008: 7e marathon van Nagano - 2:15.21
- 2008: 5e marathon van San Diego – 2:12.10
- 2008:  marathon van Baltimore – 2:13.00
- 2009:  marathon van Phoenix (Tempe) – 2:10.36
- 2009: 4e marathon van Boston – 2:09.49
- 2009:  marathon van Fukuoka – 2:07.52
- 2010:  marathon van Boston – 2:07.23
- 2010: 7e marathon van Fukuoka – 2:14.44